# Sveti Primož nad Muto
Sveti Primož nad Muto, pogosto zapisano okrajšano kot Sv. Primož nad Muto, je naselje v Občini Muta.